# Campeonato Mundial de Boxeo Aficionado de 1995
El VIII Campeonato Mundial de Boxeo Aficionado se celebró en Berlín (Alemania) entre el 4 y el 15 de mayo de 1995 bajo la organización de la Asociación Internacional de Boxeo (AIBA) y la Asociación Alemana de Boxeo.
Las competiciones se realizaron en el Deutschlandhalle de la capital alemana.

## Medallistas
| Evento                | Oro                           | Plata                         | Bronce                                                     |
| --------------------- | ----------------------------- | ----------------------------- | ---------------------------------------------------------- |
| Minimosca (48 kg)     | Daniel Petrov Bulgaria        | Bernard Inom Francia          | Hamid Berhili · Marruecos Juan Ramírez · Cuba              |
| Mosca (51 kg)         | Zoltan Lunka · Alemania       | Bolat Zhumadilov · Kazajistán | Raúl González Sánchez · Cuba Joni Turunen · Finlandia      |
| Gallo (54 kg)         | Raimkul Malajbekov · Rusia    | Robert Ciba · Polonia         | Dirk Krüger · Alemania Artur Mikaelian · Armenia           |
| Pluma (57 kg)         | Serafim Todorov Bulgaria      | Nuredin Medjhud Argelia       | Vidas Bičiulaitis · Lituania Falk Huste · Alemania         |
| Ligero (60 kg)        | Leonard Doroftei · Rumania    | Bruno Wartelle Francia        | Pablo Rojas · Cuba Marco Rudolph · Alemania                |
| Superligero (63,5 kg) | Héctor Vinent · Cuba          | Nurhan Süleymanoğlu Turquía   | Radoslav Suslekov · Bulgaria Oktay Urkal · Alemania        |
| Wélter (67 kg)        | Juan Hernández Sierra · Cuba  | Oleg Saitov · Rusia           | Vitalijus Karpačiauskas · Lituania Andreas Otto · Alemania |
| Semimedio (71 kg)     | Francisc Vaștag · Rumania     | Alfredo Duvergel · Cuba       | Markus Beyer · Alemania Slaviša Popović · Yugoslavia       |
| Medio (75 kg)         | Ariel Hernández Ascuy · Cuba  | Tomasz Borowski · Polonia     | Mohamed Mesbahi Marruecos Dilshod Yarbekov Uzbekistán      |
| Semipesado (81 kg)    | Antonio Tarver Estados Unidos | Diosvany Vega · Cuba          | Vasili Zhirov · Kazajistán Thomas Ulrich · Alemania        |
| Pesado (91 kg)        | Félix Savón · Cuba            | Luan Krasniqi · Alemania      | Christophe Mendy Francia Sinan Şamil Sam Turquía           |
| Superpesado (+91 kg)  | Alexei Lezin · Rusia          | Vitali Klichko · Ucrania      | Lawrence Clay-Bey · Estados Unidos René Monse · Alemania   |

## Medallero
| Núm. | País           | Oro | Plata | Bronce | Total |
| ---- | -------------- | --- | ----- | ------ | ----- |
| 1    | Cuba           | 4   | 2     | 3      | 9     |
| 2    | Rusia          | 2   | 1     | 0      | 3     |
| 3    | Bulgaria       | 2   | 0     | 1      | 3     |
| 4    | Rumania        | 2   | 0     | 0      | 2     |
| 5    | Alemania       | 1   | 1     | 8      | 10    |
| 6    | Estados Unidos | 1   | 0     | 1      | 2     |
| 7    | Francia        | 0   | 2     | 1      | 3     |
| 8    | Polonia        | 0   | 2     | 0      | 2     |
| 9    | Kazajistán     | 0   | 1     | 1      | 2     |
| 9    | Turquía        | 0   | 1     | 1      | 2     |
| 11   | Argelia        | 0   | 1     | 0      | 1     |
| 11   | Ucrania        | 0   | 1     | 0      | 1     |
| 13   | Lituania       | 0   | 0     | 2      | 2     |
| 13   | Marruecos      | 0   | 0     | 2      | 2     |
| 20   | Armenia        | 0   | 0     | 1      | 1     |
| 20   | Finlandia      | 0   | 0     | 1      | 1     |
| 20   | Uzbekistán     | 0   | 0     | 1      | 1     |
| 20   | Yugoslavia     | 0   | 0     | 1      | 1     |
|      | TOTAL          | 12  | 12    | 24     | 48    |